# Donald Pelletier
Donald Joseph Leo Pelletier MS (ur. 17 czerwca 1931 w Attleboro, zm. 4 czerwca 2022 tamże) – amerykański duchowny rzymskokatolicki posługujący na Madagaskarze, w latach 2000–2010 biskup Morondava.

## Życiorys
Święcenia kapłańskie przyjął 28 października 1956 w Zgromadzeniu Misjonarzy Matki Bożej z La Salette. 15 października 1999 został prekonizowany biskupem Morondava. Sakrę biskupią otrzymał 13 lutego 2000. 26 lutego 2010 przeszedł na emeryturę.